# Космологические парадоксы
Космологические парадоксы — затруднения (противоречия), возникающие при распространении законов физики на Вселенную в целом или достаточно большие её области.

## Фотометрический парадокс
Фотометрический парадокс (парадокс Шезо — Ольберса, название по имени швейцарского астронома Ж. Шезо, 1744, и немецкого астронома Г. В. Ольберса, 1826) состоит в том, что классическая физика затрудняется объяснить, почему ночью темно: если повсюду в бесконечном пространстве стационарной Вселенной (или хотя бы в достаточно большой её области) имеются излучающие звёзды, то в любом направлении на луче зрения должна оказаться какая-нибудь звезда и вся поверхность неба должна представляться ослепительно яркой, подобной, например, поверхности Солнца. Это противоречие с тем, что наблюдается в действительности, и называлось фотометрическим парадоксом. Парадокс решается при учёте конечного возраста Вселенной, благодаря которому (вследствие конечности скорости света) доступная наблюдениям часть Вселенной ограничена горизонтом частиц.

## Гравитационный парадокс
Гравитационный парадокс (парадокс Неймана — Зелигера, название по имени немецких учёных К. Неймана и Х. Зелигера, XIX в.) имеет менее очевидный характер и состоит в том, что закон всемирного тяготения Ньютона не даёт какого-либо разумного ответа на вопрос о гравитационном поле, создаваемом бесконечной системой масс (если только не делать очень специальных предположений о характере пространственного распределения этих масс).
- Для космологических масштабов ответ даёт теория А. Эйнштейна, в которой закон всемирного тяготения уточняется для случая очень сильных и бесконечно протяжённых гравитационных полей[1].

## Другие парадоксы
- При распространении на Вселенную второго начала термодинамики (без учёта гравитации) в прошлом (Р. Клаузиусом в 1865 г.) делался вывод о необходимости тепловой смерти Вселенной[1].

- Возраст Метагалактики в теории нестационарной Вселенной до 1950-х гг. оказывался меньше возраста Земли[1].